# Thomas Shadwell
Thomas Shadwell (født 1642 i Norfolk, død 19. november 1692 i Chelsea) var en engelsk dramatisk forfatter.
Han studerede i Cambridge, derefter ved Middle Temple, gjorde en udenlandsrejse og blev efter sin hjemkomst hurtig en af tidens mest yndede teaterdigtere. Som 
tilhænger af revolutionen 1688 afløste han Dryden som poet laureate. Han angreb Dryden i sin The Medal of John Bayes (1682), hvorpå Dryden svarede med Mac Flecknoe. Hans bedste dramatiske arbejder er The Sullen Lovers efter Molières Les Facheux, samt Epsom Wells (1672) og The Squire of Alsatia (1688). Alsatia er et kælenavn for Whitefriars i London. Shadwells komedier udmærker sig ved deres drastiske komik og giver gode billeder af tidens liv.